# 蒲田事件
蒲田事件（かまたじけん）とは、朝鮮民主主義人民共和国から潜入したスパイが日本国内で活動および逮捕された事件。1964年（昭和39年）12月15日摘発（検挙）。その前年（1963年）に石川県下の海岸から密入国した北朝鮮工作員、李世烈こと全東岩が在日朝鮮人工作員の獲得工作と対韓工作や日本の軍事情報の収集をおこなっていたスパイ事件である。

## 概要
全東岩（検挙当時35歳）は、北朝鮮で教員として働いていたが、1963年、当局より北朝鮮工作員として召喚され、3か月にわたってスパイ教育を受けた。在日米軍・自衛隊基地および日本の軍需産業に関する情報および日本の政治・経済に関する情報収集の任務を帯び、同年5月19日、石川県鳳至郡門前町（現、輪島市）樽見付近の海岸から密入国した。その後、全（チョン）は従兄の在日朝鮮人宅を拠点として東京都内の4か所にアジトを設け、北朝鮮からの暗号指令通信を受けながら、上述の情報収集のほか対韓工作員の獲得工作を展開していた。
警視庁公安部は、1964年12月15日、全を逮捕し、無線機、乱数表、暗号用インクなど工作活動を裏づける資料を押収した。1965年2月19日、東京地方裁判所は全東岩に対し、出入国管理令・外国人登録法違反、および窃盗罪で懲役1年の実刑判決を下した。全は、1966年（昭和41年）、北朝鮮に自費で出国した。